# Repte dels 100 cims/essencials
Informació actualitzada per un bot. Els canvis manuals es perdran quan s'actualitzi!
| Imatge | Nom                            | Estat           | Localització                                                  | Serra o massís                   | Elevació s.n.m. en m | Prominència en m | Coordenades                                                    | Commons (més fotos)                    | WD                            |
| ------ | ------------------------------ | --------------- | ------------------------------------------------------------- | -------------------------------- | -------------------- | ---------------- | -------------------------------------------------------------- | -------------------------------------- | ----------------------------- |
|        | Balandrau                      | Espanya         | Queralbs Vilallonga de Ter                                    | Pirineus                         | 2585                 | 187              | 42° 22′ 12″ N, 2° 13′ 10″ E / 42.3701065555°N,2.21956587983°E  | Balandrau                              | Modifica les dades a Wikidata |
|        | Bellmunt                       | Espanya         | Sant Pere de Torelló                                          | serra de Bellmunt                | 1248                 | 236              | 42° 06′ 06″ N, 2° 17′ 38″ E / 42.1015354717°N,2.29375027555°E  | Bellmunt (Sant Pere de Torelló)        | Modifica les dades a Wikidata |
|        | Bony de la Pica                | Espanya Andorra | les Valls de Valira Andorra la Vella Sant Julià de Lòria      | serra d'Enclar                   | 2405                 | 336              | 42° 30′ 17″ N, 1° 27′ 37″ E / 42.504804°N,1.460396°E           | Bony de la Pica                        | Modifica les dades a Wikidata |
|        | Burriac                        | Espanya         | Cabrera de Mar                                                | Serralada Litoral Catalana       | 392                  |                  | 41° 32′ 15″ N, 2° 23′ 14″ E / 41.5374582022°N,2.38733933206°E  | Burriac                                | Modifica les dades a Wikidata |
|        | Cabrera                        | Espanya         | l'Esquirol la Vall d'en Bas                                   | serra de Cabrera                 | 1308                 | 13               | 42° 04′ 34″ N, 2° 24′ 26″ E / 42.0759961774°N,2.40727154853°E  | Cabrera (l'Esquirol)                   | Modifica les dades a Wikidata |
|        | Cambra d'Ase                   | França          | Eina Planès Sant Pere dels Forcats                            | Pirineus                         | 2750                 | 85               | 42° 27′ 03″ N, 2° 07′ 53″ E / 42.450876°N,2.13126125°E         | Cambre d'Aze                           | Modifica les dades a Wikidata |
|        | Campirme                       | Espanya         | Vall de Cardós la Guingueta d'Àneu                            | Pirineus                         | 2633                 | 79               | 42° 39′ 34″ N, 1° 11′ 37″ E / 42.6595207314°N,1.19362547646°E  | Campirme                               | Modifica les dades a Wikidata |
|        | Canigó                         | França          | Vernet                                                        | massís del Canigó                | 2784                 | 550              | 42° 31′ 08″ N, 2° 27′ 24″ E / 42.518901928°N,2.45655964191°E   | Canigou                                | Modifica les dades a Wikidata |
|        | Cap de Boumort                 | Espanya         | Conca de Dalt                                                 | serra de Boumort                 | 2077                 | 653              | 42° 14′ 06″ N, 1° 08′ 05″ E / 42.2350097134°N,1.13468387277°E  | Cap de Boumort                         | Modifica les dades a Wikidata |
|        | Cap de la Gallina Pelada       | Espanya         | Saldes Fígols Gósol                                           | serra d'Ensija                   | 2321                 | 1002             | 42° 11′ 22″ N, 1° 44′ 17″ E / 42.1894343677°N,1.73803778545°E  | Cap de la Gallina Pelada               | Modifica les dades a Wikidata |
|        | Cap del Verd                   | Espanya         | la Coma i la Pedra Josa i Tuixén Gósol                        | Prepirineus                      | 2284                 | 622              | 42° 12′ 03″ N, 1° 36′ 49″ E / 42.2008147325°N,1.61370601396°E  | Cap del Verd                           | Modifica les dades a Wikidata |
|        | Carlit                         | França          | Angostrina i Vilanova de les Escaldes                         | massís del Carlit                | 2921                 | 1001             | 42° 34′ 15″ N, 1° 55′ 53″ E / 42.5707470717°N,1.93149892949°E  | Pic Carlit                             | Modifica les dades a Wikidata |
|        | Casamanya                      | Andorra         | Ordino Canillo                                                | Pirineus                         | 2750                 | 210              | 42° 35′ 14″ N, 1° 34′ 13″ E / 42.5873416545°N,1.5703040881°E   | Massís del Casamanya                   | Modifica les dades a Wikidata |
|        | Castell de les Espases         | Espanya         | Esparreguera                                                  |                                  | 413                  |                  | 41° 34′ 45″ N, 1° 53′ 04″ E / 41.5790930928°N,1.88442879727°E  | Castell de les Espases (cim)           | Modifica les dades a Wikidata |
|        | Castellsapera                  | Espanya         | Vacarisses Terrassa                                           | serra de l'Obac                  | 939                  |                  | 41° 38′ 40″ N, 1° 58′ 15″ E / 41.6445253816°N,1.97087419147°E  | Castellsapera                          | Modifica les dades a Wikidata |
|        | Cavall Bernat                  | Espanya         | Colldejou Pratdip                                             | serra de Llaberia                | 840                  |                  | 41° 05′ 03″ N, 0° 52′ 31″ E / 41.0840507023°N,0.875157009664°E | Cavall Bernat de Llabería              | Modifica les dades a Wikidata |
|        | Cogulló d'Estela               | Espanya         | Castellar del Riu                                             | Rasos de Peguera                 | 1870                 | 86               | 42° 07′ 18″ N, 1° 47′ 14″ E / 42.1216063043°N,1.78708523867°E  | Cogulló d'Estela                       | Modifica les dades a Wikidata |
|        | Collbaix                       | Espanya         | Sant Joan de Vilatorrada Manresa                              |                                  | 543                  |                  | 41° 44′ 27″ N, 1° 46′ 51″ E / 41.740870427°N,1.78096524985°E   | Collbaix (Manresa)                     | Modifica les dades a Wikidata |
|        | Comabona                       | Espanya         | Montellà i Martinet Gisclareny                                | serra del Cadí                   | 2548                 | 222              | 42° 17′ 01″ N, 1° 43′ 38″ E / 42.2837256647°N,1.72723092081°E  | Comabona                               | Modifica les dades a Wikidata |
|        | Comanegra                      | Espanya França  | Montagut i Oix la Menera                                      | Pirineus                         | 1557                 | 423              | 42° 20′ 00″ N, 2° 31′ 40″ E / 42.3333072525°N,2.52776092867°E  | Comanegra                              | Modifica les dades a Wikidata |
|        | Comapedrosa                    | Andorra         | la Massana                                                    | Pirineus                         | 2942                 | 434              | 42° 35′ 31″ N, 1° 26′ 37″ E / 42.5918057015°N,1.44365450486°E  | Coma Pedrosa                           | Modifica les dades a Wikidata |
|        | Costa Pubilla                  | Espanya         | Gombrèn Planoles                                              | serra de Montgrony               | 2056                 | 189              | 42° 17′ 09″ N, 2° 04′ 50″ E / 42.2857169362°N,2.08066391016°E  | Costa Pubilla                          | Modifica les dades a Wikidata |
|        | Costabona                      | Espanya França  | Setcases Prats de Molló i la Presta                           | Pirineus                         | 2465                 | 147              | 42° 25′ 01″ N, 2° 20′ 38″ E / 42.4168972338°N,2.34391990901°E  | Costabona                              | Modifica les dades a Wikidata |
|        | Creu de Santos                 | Espanya         | Tivenys Benifallet Rasquera                                   | massís de Cardó                  | 942                  | 697              | 40° 56′ 26″ N, 0° 35′ 10″ E / 40.9406887493°N,0.586018857692°E | La Creu de Santos                      | Modifica les dades a Wikidata |
|        | Gran Tuc de Colomèrs           | Espanya         | la Vall de Boí Naut Aran Espot                                | Pirineus                         | 2933                 | 185              | 42° 35′ 22″ N, 0° 56′ 16″ E / 42.589389693°N,0.93780698965°E   | Gran Tuc de Colomèrs                   | Modifica les dades a Wikidata |
|        | Matagalls                      | Espanya         | Viladrau el Brull Montseny                                    | massís del Montseny              | 1697                 | 597              | 41° 48′ 32″ N, 2° 22′ 57″ E / 41.8088174884°N,2.38261778463°E  | Matagalls                              | Modifica les dades a Wikidata |
|        | Milany                         | Espanya         | Vallfogona de Ripollès Vidrà                                  | serra de Milany                  | 1529                 | 49               | 42° 09′ 56″ N, 2° 17′ 23″ E / 42.1655542733°N,2.28960053077°E  | Milany                                 | Modifica les dades a Wikidata |
|        | Mola d'Estat                   | Espanya         | Vimbodí i Poblet Prades                                       | muntanyes de Prades              | 1136                 |                  | 41° 19′ 32″ N, 1° 03′ 38″ E / 41.3255542218°N,1.06058023385°E  | Mola d'Estat                           | Modifica les dades a Wikidata |
|        | Mola de Colldejou              | Espanya         | Colldejou                                                     | Serralada Prelitoral Catalana    | 922                  | 377              | 41° 06′ 27″ N, 0° 52′ 26″ E / 41.107465464°N,0.873961400419°E  | Mola de Colldejou                      | Modifica les dades a Wikidata |
|        | Mola de Genessies              | Espanya         | Tivissa Vandellòs i l'Hospitalet de l'Infant                  |                                  | 711                  | 79               | 41° 00′ 59″ N, 0° 47′ 08″ E / 41.0162924783°N,0.785434472003°E | Mola de Genessies                      | Modifica les dades a Wikidata |
|        | Molló Puntaire                 | Espanya         | Vandellòs i l'Hospitalet de l'Infant                          | serra de Tivissa                 | 727                  | 223              | 40° 59′ 26″ N, 0° 50′ 52″ E / 40.9906241809°N,0.847835490761°E | Molló Puntaire                         | Modifica les dades a Wikidata |
|        | Mont-roig                      | Espanya França  | Alt Àneu Lladorre la Guingueta d'Àneu Coflens                 | Pirineus                         | 2864                 | 651              | 42° 42′ 39″ N, 1° 10′ 36″ E / 42.7108°N,1.1768°E               | Mont-roig (Alt Àneu)                   | Modifica les dades a Wikidata |
|        | Montalt                        | Espanya         | Sant Andreu de Llavaneres Dosrius Sant Vicenç de Montalt      | Serralada Litoral Catalana       | 597                  |                  | 41° 36′ 15″ N, 2° 29′ 47″ E / 41.6041277928°N,2.49632222322°E  | Montalt (Dosrius)                      | Modifica les dades a Wikidata |
|        | Montardo                       | Espanya         | Naut Aran                                                     | Pirineus                         | 2833                 | 359              | 42° 38′ 00″ N, 0° 52′ 31″ E / 42.6333280573°N,0.875353350552°E | Montardo                               | Modifica les dades a Wikidata |
|        | Montbaig                       | Espanya         | Sant Boi de Llobregat Viladecans Sant Climent de Llobregat    |                                  | 295                  |                  | 41° 20′ 16″ N, 2° 00′ 40″ E / 41.3377752491°N,2.01117775092°E  | Montbaig                               | Modifica les dades a Wikidata |
|        | Montclar                       | Espanya         | Pontils                                                       | Serralada Prelitoral Catalana    | 948                  |                  | 41° 27′ 57″ N, 1° 20′ 44″ E / 41.465725492°N,1.34564773737°E   | Montclar (Pontils)                     | Modifica les dades a Wikidata |
|        | Montcorbison                   | Espanya         | Vielha e Mijaran                                              | Pirineus                         | 2173                 | 56               | 42° 42′ 28″ N, 0° 45′ 31″ E / 42.7078178721°N,0.758684327977°E | Montcorbison                           | Modifica les dades a Wikidata |
|        | Monteixo                       | Espanya         | Alins                                                         | Pirineus                         | 2905                 | 434              | 42° 36′ 06″ N, 1° 21′ 42″ E / 42.6017°N,1.3617°E               | Monteixo                               | Modifica les dades a Wikidata |
|        | Montgrí                        | Espanya         | Torroella de Montgrí                                          | massís del Montgrí               | 303                  | 87               | 42° 03′ 08″ N, 3° 07′ 54″ E / 42.0521068681°N,3.13164949925°E  | Muntanya del Montgrí                   | Modifica les dades a Wikidata |
|        | Montgròs                       | Espanya         | el Bruc                                                       | Montserrat                       | 1133                 |                  | 41° 36′ 00″ N, 1° 48′ 18″ E / 41.5999938678°N,1.80508768977°E  | Montgròs (el Bruc)                     | Modifica les dades a Wikidata |
|        | Montlude                       | Espanya         | Vilamòs Les                                                   | Pirineus                         | 2518                 | 357              | 42° 47′ 07″ N, 0° 45′ 31″ E / 42.7852609493°N,0.758715323462°E | Montlude                               | Modifica les dades a Wikidata |
|        | Montsent de Pallars            | Espanya         | la Torre de Cabdella Sort                                     | Pirineus                         | 2883                 | 245              | 42° 29′ 24″ N, 1° 01′ 28″ E / 42.4901106285°N,1.02442265779°E  | Montsent de Pallars                    | Modifica les dades a Wikidata |
|        | Monturull                      | Espanya Andorra | Lles de Cerdanya les Valls de Valira Escaldes-Engordany       | Pirineus                         | 2760                 | 188              | 42° 27′ 00″ N, 1° 34′ 52″ E / 42.4499499945°N,1.58099716436°E  | Monturull                              | Modifica les dades a Wikidata |
|        | Muntanya de Sant Miquel        | Espanya         | Girona Celrà                                                  | Serralada Litoral Catalana       | 385                  |                  | 42° 00′ 25″ N, 2° 51′ 44″ E / 42.0068953001°N,2.86209176566°E  | Muntanya de Sant Miquel (Girona)       | Modifica les dades a Wikidata |
|        | Muntanya de Santa Fe           | Espanya         | Organyà                                                       | Prepirineus catalans             | 1211                 | 45               | 42° 12′ 33″ N, 1° 18′ 04″ E / 42.2090661303°N,1.30115336685°E  | Muntanya de Santa Fe                   | Modifica les dades a Wikidata |
|        | Muntanya dels Àngels           | Espanya         | Juià Sant Martí Vell Quart                                    |                                  | 483                  |                  | 41° 59′ 05″ N, 2° 54′ 31″ E / 41.9848033724°N,2.90862814766°E  | Muntanya dels Àngels                   | Modifica les dades a Wikidata |
|        | Pala Alta                      | Espanya         | Camarasa les Avellanes i Santa Linya                          | serra de Mont-roig               | 947                  |                  | 41° 53′ 47″ N, 0° 50′ 11″ E / 41.8962885339°N,0.836346461295°E | Pala Alta                              | Modifica les dades a Wikidata |
|        | Pala del Teller                | Espanya         | Tremp el Pont de Suert                                        | serra de Sant Gervàs             | 1889                 | 554              | 42° 19′ 01″ N, 0° 48′ 34″ E / 42.3168553491°N,0.809481028197°E | Pala del Teller                        | Modifica les dades a Wikidata |
|        | Penya del Papiol               | Espanya         | Olèrdola                                                      |                                  | 381                  |                  | 41° 19′ 22″ N, 1° 44′ 38″ E / 41.3229°N,1.7438°E               | Penya del Papiol                       | Modifica les dades a Wikidata |
|        | Penyes Altes de Moixeró        | Espanya         | Guardiola de Berguedà Riu de Cerdanya Urús                    | serra de Moixeró                 | 2276                 | 255              | 42° 18′ 23″ N, 1° 50′ 33″ E / 42.3063002008°N,1.84247482148°E  | Penyes Altes de Moixeró                | Modifica les dades a Wikidata |
|        | Pic Negre d'Envalira           | França Andorra  | Porta Encamp                                                  | Pirineus                         | 2822                 |                  | 42° 31′ 02″ N, 1° 43′ 17″ E / 42.5172544705°N,1.72144258547°E  | Pic Negre d'Envalira                   | Modifica les dades a Wikidata |
|        | Pic de Bastiments              | Espanya França  | Setcases Queralbs Fontpedrosa                                 | Pirineus                         | 2881                 | 276              | 42° 25′ 34″ N, 2° 13′ 58″ E / 42.4262224049°N,2.2328618189°E   | Bastiments                             | Modifica les dades a Wikidata |
|        | Pic de Certascan               | Espanya         | Lladorre                                                      | Pirineus                         | 2853                 | 617              | 42° 42′ 43″ N, 1° 16′ 40″ E / 42.7119661042°N,1.27771844284°E  | Pic de Certascan                       | Modifica les dades a Wikidata |
|        | Pic de Comaloforno             | Espanya         | la Vall de Boí                                                | massís del Besiberri             | 3029                 | 689              | 42° 35′ 29″ N, 0° 49′ 40″ E / 42.5913820355°N,0.827834271065°E | Pic de Comaloforno                     | Modifica les dades a Wikidata |
|        | Pic de Lleràs                  | Espanya         | Tremp                                                         |                                  | 1692                 | 159              | 42° 16′ 09″ N, 0° 51′ 10″ E / 42.2691950908°N,0.852649166388°E | Pic de Lleràs                          | Modifica les dades a Wikidata |
|        | Pic de Moredo                  | Espanya         | Alt Àneu                                                      | massís de Beret                  | 2766                 | 889              | 42° 43′ 08″ N, 1° 03′ 00″ E / 42.718939301°N,1.04993056374°E   | Pic de Moredo                          | Modifica les dades a Wikidata |
|        | Pic de Peguera                 | Espanya         | la Torre de Cabdella Espot                                    | Pirineus                         | 2983                 | 560              | 42° 32′ 26″ N, 1° 00′ 43″ E / 42.540541256°N,1.01195828499°E   | Pic de Peguera                         | Modifica les dades a Wikidata |
|        | Pic de Salòria                 | Espanya         | Alins les Valls de Valira                                     | Pirineus                         | 2789                 | 487              | 42° 30′ 52″ N, 1° 23′ 06″ E / 42.5144490848°N,1.38513757735°E  | Pic de Salòria                         | Modifica les dades a Wikidata |
|        | Pic de Sotllo                  | Espanya França  | Alins Ausat                                                   | massís del Montcalm              | 3073                 | 198              | 42° 40′ 07″ N, 1° 23′ 15″ E / 42.6687087543°N,1.38745825992°E  | Pic de Sotllo                          | Modifica les dades a Wikidata |
|        | Pic de Tristaina               | França Andorra  | Ausat Lercol Ordino                                           | Pirineus                         | 2878                 |                  | 42° 39′ 12″ N, 1° 29′ 36″ E / 42.6534200397°N,1.49344401828°E  | Pic de Tristagne                       | Modifica les dades a Wikidata |
|        | Pic de Turp                    | Espanya         | Fígols i Alinyà Oliana Coll de Nargó                          | serra de Turp                    | 1621                 |                  | 42° 09′ 04″ N, 1° 20′ 50″ E / 42.1511470485°N,1.34727840172°E  | Pic de Turp                            | Modifica les dades a Wikidata |
|        | Pic de la Portelleta           | Espanya Andorra | Lles de Cerdanya Escaldes-Engordany                           | Pirineus                         | 2905                 | 389              | 42° 28′ 06″ N, 1° 39′ 24″ E / 42.4682057164°N,1.65656107795°E  | Tossa Plana de Lles                    | Modifica les dades a Wikidata |
|        | Pic de la Serrera              | França Andorra  | Aston Ordino                                                  | Pirineus                         | 2912                 |                  | 42° 37′ 32″ N, 1° 36′ 09″ E / 42.625535127°N,1.602514145°E     | Pic de Serrère                         | Modifica les dades a Wikidata |
|        | Pic del Vent                   | Espanya         | Caldes de Montbui                                             | serra Llisa                      | 815                  | 203              | 41° 39′ 19″ N, 2° 07′ 42″ E / 41.6553025564°N,2.12829694974°E  | Pic del Vent                           | Modifica les dades a Wikidata |
|        | Pica d'Estats                  | Espanya França  | Alins Ausat                                                   | Pirineus                         | 3143.45              | 1266             | 42° 40′ 01″ N, 1° 23′ 52″ E / 42.6669371771°N,1.39790065859°E  | Pica d'Estats                          | Modifica les dades a Wikidata |
|        | Pica de Cerví                  | Espanya         | Sarroca de Bellera                                            | Pirineus                         | 2753                 | 317              | 42° 27′ 11″ N, 0° 52′ 45″ E / 42.4529431796°N,0.879226097309°E | Pica de Cerví                          | Modifica les dades a Wikidata |
|        | Pilar d'Almenara               | Espanya         | Agramunt                                                      | serra d'Almenara                 | 459                  | 109              | 41° 45′ 12″ N, 1° 04′ 02″ E / 41.7534156867°N,1.06724684153°E  | Lo Pilar d'Almenara                    | Modifica les dades a Wikidata |
|        | Pollegó Superior               | Espanya         | Saldes Gósol                                                  | Pedraforca                       | 2506                 |                  | 42° 14′ 24″ N, 1° 42′ 11″ E / 42.2399451722°N,1.70292577431°E  |                                        | Modifica les dades a Wikidata |
|        | Puig Castellar                 | Espanya         | Montcada i Reixac Santa Coloma de Gramenet                    |                                  | 303                  |                  | 41° 28′ 13″ N, 2° 12′ 24″ E / 41.4703022946°N,2.2065864631°E   | Puig Castellar (Serra de Marina)       | Modifica les dades a Wikidata |
|        | Puig Neulós                    | Espanya França  | la Jonquera la Roca d'Albera Sureda                           | serra de l'Albera                | 1257                 | 973              | 42° 28′ 56″ N, 2° 56′ 50″ E / 42.482101374°N,2.94711007326°E   | Puig Neulós                            | Modifica les dades a Wikidata |
|        | Puig Ou                        | Espanya         | la Vall de Bianya Camprodon                                   |                                  | 1300                 |                  | 42° 17′ 03″ N, 2° 25′ 40″ E / 42.2841286008°N,2.42776271465°E  | Puig Ou                                | Modifica les dades a Wikidata |
|        | Puig Peric                     | França          | Angostrina i Vilanova de les Escaldes els Angles Formiguera   | massís del Carlit                | 2810                 |                  | 42° 36′ 49″ N, 1° 59′ 04″ E / 42.6136270709°N,1.98444924692°E  | Puig Peric                             | Modifica les dades a Wikidata |
|        | Puig d'Ossa                    | Espanya         | Barcelona Sant Just Desvern Esplugues de Llobregat Pedralbes  | Collserola                       | 389                  |                  | 41° 23′ 37″ N, 2° 05′ 52″ E / 41.3936585908°N,2.0978784699°E   | Mountain of Sant Pere Màrtir           | Modifica les dades a Wikidata |
|        | Puig de Bassegoda              | Espanya         | Albanyà Montagut i Oix                                        | Pirineus                         | 1373                 | 570              | 42° 18′ 46″ N, 2° 37′ 51″ E / 42.3127998427°N,2.63072820832°E  | Puig de Bassegoda                      | Modifica les dades a Wikidata |
|        | Puig de Sant Miquel            | Espanya         | Rubió                                                         | serra de les Maioles             | 733                  |                  | 41° 38′ 14″ N, 1° 34′ 52″ E / 41.6372385192°N,1.58098481729°E  | Puig de Sant Miquel (Rubió)            | Modifica les dades a Wikidata |
|        | Puig de l'Àliga                | Espanya         | Canyelles Olèrdola                                            |                                  | 464                  |                  | 41° 17′ 02″ N, 1° 41′ 51″ E / 41.2838672007°N,1.69738245456°E  | Puig de l'Àliga (Canyelles)            | Modifica les dades a Wikidata |
|        | Puig de la Cabrafiga           | Espanya         | Pratdip                                                       | serra de Llaberia                | 614                  | 305              | 41° 03′ 12″ N, 0° 53′ 42″ E / 41.0534399179°N,0.895050001562°E | Puig de la Cabrafiga                   | Modifica les dades a Wikidata |
|        | Puig de la Caritat             | Espanya         | l'Estany                                                      |                                  | 1010                 |                  | 41° 52′ 33″ N, 2° 06′ 32″ E / 41.8757956096°N,2.10883311828°E  | Puig de la Caritat (l'Estany)          | Modifica les dades a Wikidata |
|        | Puig de la Creu                | Espanya         | Castellar del Vallès Sentmenat                                |                                  | 668                  |                  | 41° 37′ 45″ N, 2° 06′ 04″ E / 41.6292076749°N,2.10122891326°E  | Puig de la Creu (Castellar del Vallès) | Modifica les dades a Wikidata |
|        | Puig de la Talaia              | Espanya         | el Montmell                                                   | Serra del Montmell               | 861                  | 236              | 41° 20′ 09″ N, 1° 28′ 00″ E / 41.3357901533°N,1.46671424676°E  | Puig de la Talaia                      | Modifica les dades a Wikidata |
|        | Puig de les Morreres           | Espanya         | Guixers la Coma i la Pedra                                    | Port del Comte                   | 2211                 | 104              | 42° 09′ 03″ N, 1° 32′ 22″ E / 42.1509179033°N,1.5394423235°E   | Puig de les Morreres                   | Modifica les dades a Wikidata |
|        | Puig dels Tres Vents           | França          | Cortsaví el Tec                                               | massís del Canigó                | 2731                 |                  | 42° 29′ 32″ N, 2° 28′ 06″ E / 42.492101894°N,2.4683643295°E    | Puig dels Tres Vents                   | Modifica les dades a Wikidata |
|        | Puigmal                        | Espanya França  | Queralbs Er                                                   | Pirineus                         | 2910                 | 1331             | 42° 23′ 00″ N, 2° 07′ 00″ E / 42.3832660904°N,2.11679066241°E  | Puigmal                                | Modifica les dades a Wikidata |
|        | Puigpedrós                     | França Espanya  | Meranges Porta Ger Guils de Cerdanya                          | Pirineus                         | 2914 2915            | 644              | 42° 29′ 15″ N, 1° 45′ 43″ E / 42.4875750896°N,1.76193328898°E  | Puig de Campcardós                     | Modifica les dades a Wikidata |
|        | Puigsacalm                     | Espanya         | la Vall d'en Bas                                              | Serralada Transversal            | 1514                 | 237              | 42° 07′ 31″ N, 2° 23′ 16″ E / 42.1251777741°N,2.38789142783°E  | Puigsacalm                             | Modifica les dades a Wikidata |
|        | Punta Alta de Comalesbienes    | Espanya         | la Vall de Boí                                                | Pirineus                         | 3014                 | 540              | 42° 35′ 09″ N, 0° 52′ 49″ E / 42.5857010202°N,0.880286835146°E | Punta Alta de Comalesbienes            | Modifica les dades a Wikidata |
|        | Punta de Montmaneu             | Espanya         | Seròs                                                         |                                  | 495                  | 207              | 41° 23′ 19″ N, 0° 24′ 05″ E / 41.3887118921°N,0.401385033909°E | Punta de Montmaneu                     | Modifica les dades a Wikidata |
|        | Punta del Curull               | Espanya         | Vilanova de Prades el Vilosell                                | serra de la Llena                | 1022                 |                  | 41° 21′ 19″ N, 0° 57′ 52″ E / 41.3552988479°N,0.96432912146°E  | Punta del Curull                       | Modifica les dades a Wikidata |
|        | Roc del Comptador              | Espanya França  | Maçanet de Cabrenys Ceret                                     | Pirineus                         | 1451                 | 630              | 42° 25′ 22″ N, 2° 43′ 38″ E / 42.4227911919°N,2.72729098521°E  | Roc del Comptador                      | Modifica les dades a Wikidata |
|        | Roca Corbatera                 | Espanya         | la Morera de Montsant                                         | serra de Montsant                | 1163                 | 388              | 41° 17′ 19″ N, 0° 53′ 28″ E / 41.288591728°N,0.891232362067°E  | Roca Corbatera                         | Modifica les dades a Wikidata |
|        | Rocallarga                     | Espanya         | Tavertet                                                      | les Guilleries                   | 1187                 | 8                | 42° 00′ 35″ N, 2° 26′ 44″ E / 42.0098094301°N,2.44560136469°E  | Rocallarga                             | Modifica les dades a Wikidata |
|        | Roques de Benet                | Espanya         | Horta de Sant Joan                                            | ports de Tortosa-Beseit          | 1017                 | 108              | 40° 54′ 02″ N, 0° 19′ 36″ E / 40.90065369°N,0.326553661024°E   | Roques de Benet                        | Modifica les dades a Wikidata |
|        | Sant Alís                      | Espanya         | Sant Esteve de la Sarga Àger                                  | serra del Montsec Montsec d'Ares | 1675                 | 733              | 42° 02′ 23″ N, 0° 46′ 00″ E / 42.0398582745°N,0.766567591212°E | Sant Alís                              | Modifica les dades a Wikidata |
|        | Sant Corneli                   | Espanya         | Conca de Dalt                                                 |                                  | 1351 1351.1          |                  | 42° 10′ 58″ N, 1° 00′ 10″ E / 42.1828150542°N,1.00279294037°E  | Sant Corneli                           | Modifica les dades a Wikidata |
|        | Sant Jeroni                    | Espanya         | Marganell el Bruc Monistrol de Montserrat                     | Montserrat                       | 1237                 | 706              | 41° 36′ 19″ N, 1° 48′ 41″ E / 41.6053835626°N,1.81150454088°E  | Sant Jeroni (Montserrat)               | Modifica les dades a Wikidata |
|        | Sant Mamet                     | Espanya         | Vilanova de Meià Alòs de Balaguer                             | Muntanya de Sant Mamet           | 1391                 | 490              | 41° 58′ 40″ N, 0° 56′ 29″ E / 41.9778152606°N,0.94130938873°E  | Sant Mamet (Alòs de Balaguer)          | Modifica les dades a Wikidata |
|        | Sant Miquel de Solterra        | Espanya         | Sant Hilari Sacalm Osor                                       | les Guilleries                   | 1203                 | 878              | 41° 55′ 23″ N, 2° 31′ 59″ E / 41.923121729°N,2.53302886771°E   | Sant Miquel de Solterra                | Modifica les dades a Wikidata |
|        | Sant Patllari                  | Espanya         | Porqueres                                                     | serra de Sant Patllari           | 645.9 646            |                  | 42° 06′ 43″ N, 2° 42′ 42″ E / 42.1120830253°N,2.71172885085°E  | Sant Patllari                          | Modifica les dades a Wikidata |
|        | Sant Salvador Saverdera        | Espanya         | Palau-saverdera la Selva de Mar                               |                                  | 682                  |                  | 42° 19′ 12″ N, 3° 10′ 04″ E / 42.3199721871°N,3.16782473062°E  | Sant Salvador Saverdera                | Modifica les dades a Wikidata |
|        | Santa Bàrbara                  | Espanya         | Horta de Sant Joan                                            | ports de Tortosa-Beseit          | 752                  | 308              | 40° 57′ 25″ N, 0° 20′ 18″ E / 40.9568864446°N,0.338327729704°E | Santa Bàrbara (Terra Alta)             | Modifica les dades a Wikidata |
|        | Serra de Sant Honorat          | Espanya         | Peramola                                                      | Prepirineus catalans             | 1068                 | 189              | 42° 05′ 02″ N, 1° 16′ 13″ E / 42.083792°N,1.270382°E           | Roques de Sant Honorat                 | Modifica les dades a Wikidata |
|        | Taga                           | Espanya         | Ribes de Freser Ogassa Pardines                               | Pirineus                         | 2040                 | 432              | 42° 16′ 51″ N, 2° 12′ 36″ E / 42.2807720623°N,2.20988746608°E  | Taga                                   | Modifica les dades a Wikidata |
|        | Torre d'Eina                   | França          | Eina Fontpedrosa Planès                                       | Pirineus                         | 2830                 |                  | 42° 26′ 04″ N, 2° 08′ 50″ E / 42.4344424965°N,2.14714732054°E  | Torre d'Eina                           | Modifica les dades a Wikidata |
|        | Torre de Madeloc               | França          | Cotlliure                                                     |                                  | 656                  |                  | 42° 29′ 26″ N, 3° 04′ 30″ E / 42.4904284262°N,3.07511682009°E  | Torre de Madeloc (cim)                 | Modifica les dades a Wikidata |
|        | Torreta de Montsià             | Espanya         | Ulldecona Alcanar                                             |                                  | 763                  | 631              | 40° 36′ 49″ N, 0° 31′ 49″ E / 40.6136410446°N,0.530331521271°E | Torreta de Montsià                     | Modifica les dades a Wikidata |
|        | Torreta de l'Orri              | Espanya         | Soriguera                                                     | Pirineus                         | 2436                 | 718              | 42° 24′ 30″ N, 1° 12′ 55″ E / 42.4082200283°N,1.21520712654°E  | Torreta de l'Orri                      | Modifica les dades a Wikidata |
|        | Tossa Grossa de Montferri      | Espanya         | Montferri                                                     |                                  | 387                  |                  | 41° 15′ 12″ N, 1° 22′ 14″ E / 41.2534469696°N,1.37048307675°E  | Tossa Grossa de Montferri              | Modifica les dades a Wikidata |
|        | Tossal Gros                    | Espanya         | Figuerola del Camp Montblanc                                  |                                  | 867                  |                  | 41° 22′ 31″ N, 1° 14′ 22″ E / 41.3753563472°N,1.23938718304°E  | Tossal Gros (Montblanc)                | Modifica les dades a Wikidata |
|        | Tossal Gros de Vallbona        | Espanya         | l'Espluga de Francolí Vallbona de les Monges                  | serra del Tallat                 | 803                  | 100              | 41° 28′ 08″ N, 1° 06′ 46″ E / 41.4688603287°N,1.11287099172°E  | Tossal Gros de Vallbona                | Modifica les dades a Wikidata |
|        | Tossal d'Engrilló              | Espanya         | Prat de Comte Horta de Sant Joan Paüls                        | ports de Tortosa-Beseit          | 1072                 |                  | 40° 56′ 35″ N, 0° 22′ 15″ E / 40.9430405014°N,0.370789362269°E | Tossal d'Engrilló                      | Modifica les dades a Wikidata |
|        | Tossal de Mirapallars i Urgell | Espanya         | Vilanova de Meià Llimiana Gavet de la Conca                   | Montsec de Rúbies                | 1672                 | 60               | 42° 01′ 16″ N, 0° 57′ 33″ E / 42.0210727556°N,0.959033353518°E | Tossal de Mirapallars                  | Modifica les dades a Wikidata |
|        | Tossal de la Baltasana         | Espanya         | Prades                                                        | muntanyes de Prades              | 1201 1200.9          | 579              | 41° 19′ 34″ N, 1° 00′ 15″ E / 41.3260040526°N,1.00419364629°E  | Tossal de la Baltasana                 | Modifica les dades a Wikidata |
|        | Tossal de la Creu              | Espanya         | Torà Biosca                                                   |                                  | 658                  |                  | 41° 50′ 48″ N, 1° 24′ 07″ E / 41.8465649784°N,1.40207143007°E  | Tossal de Puig-redon                   | Modifica les dades a Wikidata |
|        | Tossal de les Roies de Cardet  | Espanya         | la Vall de Boí Vilaller                                       | Pirineus                         | 2445                 | 55               | 42° 31′ 07″ N, 0° 45′ 55″ E / 42.5185798109°N,0.765365646658°E | Tossal de les Roies de Cardet          | Modifica les dades a Wikidata |
|        | Tossal del Rei                 | Espanya         | la Sénia Vall-de-roures la Pobla de Benifassà                 | ports de Tortosa-Beseit          | 1350                 | 161              | 40° 43′ 58″ N, 0° 10′ 13″ E / 40.732788284°N,0.170231508703°E  | Tossal del Rei                         | Modifica les dades a Wikidata |
|        | Tuc de Mauberme                | Espanya França  | Naut Aran Santenh                                             | Pirineus                         | 2882                 | 810              | 42° 47′ 37″ N, 0° 55′ 02″ E / 42.7937464428°N,0.917142208298°E | Tuc de Maubèrme                        | Modifica les dades a Wikidata |
|        | Tuc de Molières                | Espanya         | Vielha e Mijaran Benasc                                       | Pirineus                         | 3010                 | 203              | 42° 37′ 46″ N, 0° 41′ 55″ E / 42.6294790552°N,0.698560841901°E | Tuc de Molières                        | Modifica les dades a Wikidata |
|        | Tuc de Ratera                  | Espanya         | Naut Aran Espot                                               | Pirineus                         | 2861                 | 133              | 42° 36′ 04″ N, 0° 57′ 13″ E / 42.6012245847°N,0.953482311716°E | Tuc de Ratera                          | Modifica les dades a Wikidata |
|        | Tuc de la Cometa               | Espanya         | Sort la Torre de Cabdella                                     | Pirineus                         | 2445                 | 22               | 42° 25′ 25″ N, 1° 01′ 59″ E / 42.4236996448°N,1.03304925486°E  | Tuc de la Cometa                       | Modifica les dades a Wikidata |
|        | Tuc de la Llança               | Espanya         | Alt Àneu                                                      | massís de Beret                  | 2659                 | 240              | 42° 41′ 03″ N, 0° 59′ 26″ E / 42.6840617618°N,0.990518362006°E | Tuc dera Lança                         | Modifica les dades a Wikidata |
|        | Tuc deth Pòrt de Vielha        | Espanya         | Vielha e Mijaran                                              | Pirineus                         | 2606                 | 227              | 42° 38′ 31″ N, 0° 45′ 56″ E / 42.6418637321°N,0.765530738046°E | Tuc deth Pòrt de Vielha                | Modifica les dades a Wikidata |
|        | Turó de Montsoriu              | Espanya         | Sant Feliu de Buixalleu Arbúcies                              | massís del Montseny              | 633                  |                  | 41° 46′ 58″ N, 2° 32′ 26″ E / 41.7827714155°N,2.54064315408°E  | Turó de Montsoriu                      | Modifica les dades a Wikidata |
|        | Turó de Tagamanent             | Espanya         | Tagamanent                                                    | massís del Montseny              | 1056                 | 85               | 41° 44′ 51″ N, 2° 17′ 46″ E / 41.7474775481°N,2.29602067502°E  | Turó de Tagamanent                     | Modifica les dades a Wikidata |
|        | Turó de la Creu de Gurb        | Espanya         | Gurb                                                          |                                  | 842                  |                  | 41° 57′ 08″ N, 2° 12′ 38″ E / 41.9520875639°N,2.21046092543°E  | Turó de la Creu de Gurb                | Modifica les dades a Wikidata |
|        | Turó de la Magarola            | Espanya         | Barcelona Cerdanyola del Vallès Sant Cugat del Vallès Montbau |                                  | 430                  |                  | 41° 26′ 32″ N, 2° 07′ 47″ E / 41.4421744885°N,2.12968297951°E  | Turó de la Magarola                    | Modifica les dades a Wikidata |
|        | Vulturó                        | Espanya         | Josa i Tuixén Cava                                            | serra del Cadí                   | 2649                 | 871              | 42° 17′ 09″ N, 1° 38′ 11″ E / 42.2857798845°N,1.63642947853°E  | El Vulturó (Cadí)                      | Modifica les dades a Wikidata |
|        | el Caro                        | Espanya         | Roquetes                                                      | ports de Tortosa-Beseit          | 1442                 |                  | 40° 48′ 11″ N, 0° 20′ 35″ E / 40.8031301137°N,0.343121075505°E | Mont Caro                              | Modifica les dades a Wikidata |
|        | el Castellot                   | Espanya         | Castellví de la Marca                                         |                                  | 465                  |                  | 41° 20′ 15″ N, 1° 34′ 43″ E / 41.3375872509°N,1.57862965411°E  | El Castellot (Castellví de la Marca)   | Modifica les dades a Wikidata |
|        | el Cogul                       | Espanya         | Navès                                                         | serra de Busa                    | 1526                 |                  | 42° 06′ 36″ N, 1° 38′ 22″ E / 42.1100346816°N,1.6394532915°E   | El Cogul (Navès)                       | Modifica les dades a Wikidata |
|        | el Cogulló                     | Espanya         | el Pont d'Armentera                                           |                                  | 881                  |                  | 41° 25′ 45″ N, 1° 18′ 21″ E / 41.4290355033°N,1.30575794888°E  | El Cogulló (el Pont d'Armentera)       | Modifica les dades a Wikidata |
|        | el Corronco                    | Espanya         | el Pont de Suert la Vall de Boí                               | Pirineus                         | 2543                 | 179              | 42° 27′ 44″ N, 0° 49′ 43″ E / 42.4621240806°N,0.828503168114°E | Lo Corronco                            | Modifica les dades a Wikidata |
|        | el Coscollet                   | Espanya         | Peramola                                                      | serra d'Aubenç                   | 1610                 | 520              | 42° 06′ 51″ N, 1° 16′ 03″ E / 42.1141439558°N,1.2675128268°E   | El Coscollet                           | Modifica les dades a Wikidata |
|        | el Madres                      | França          | Censà Mosset El Bosquet                                       | Pirineus serra de Madres         | 2469                 |                  | 42° 39′ 07″ N, 2° 11′ 33″ E / 42.6518175066°N,2.19240962976°E  | Massif du Madrès                       | Modifica les dades a Wikidata |
|        | el Mont                        | Espanya         | Albanyà                                                       | Prepirineus                      | 1125                 |                  | 42° 15′ 32″ N, 2° 42′ 23″ E / 42.2588459605°N,2.70629661635°E  | Serra del Mont                         | Modifica les dades a Wikidata |
|        | el Montcau                     | Espanya         | Sant Llorenç Savall Mura                                      | Sant Llorenç del Munt            | 1057                 |                  | 41° 40′ 30″ N, 2° 00′ 17″ E / 41.6750412662°N,2.00462687673°E  | El Montcau                             | Modifica les dades a Wikidata |
|        | els Bessons                    | Espanya         | les Borges Blanques                                           |                                  | 593                  | 40               | 41° 28′ 00″ N, 0° 50′ 50″ E / 41.4665607398°N,0.847132154148°E | Els Bessons (les Borges Blanques)      | Modifica les dades a Wikidata |
|        | l'Elefant                      | Espanya         | Monistrol de Montserrat                                       | Montserrat                       | 1156                 |                  | 41° 35′ 45″ N, 1° 49′ 47″ E / 41.5957799591°N,1.82973892266°E  | L'Elefant (Montserrat)                 | Modifica les dades a Wikidata |
|        | la Carbassa                    | Espanya         | Bellver de Cerdanya Meranges                                  | Pirineus                         | 2740                 | 79               | 42° 27′ 29″ N, 1° 43′ 38″ E / 42.4579797147°N,1.72717359885°E  | La Carbassa                            | Modifica les dades a Wikidata |
|        | la Fita Alta                   | Espanya         | Sidamon Torregrossa                                           |                                  | 289                  |                  | 41° 36′ 47″ N, 0° 50′ 35″ E / 41.6129870926°N,0.843120284099°E | La Fita Alta                           | Modifica les dades a Wikidata |
|        | la Mola                        | Espanya         | Matadepera                                                    | Sant Llorenç del Munt            | 1103.25              | 477              | 41° 38′ 28″ N, 2° 01′ 04″ E / 41.6411519036°N,2.01767220976°E  | La Mola (Sant Llorenç del Munt)        | Modifica les dades a Wikidata |
|        | la Mola                        | Espanya         | Gallifa                                                       |                                  | 942                  | 91               | 41° 42′ 10″ N, 2° 07′ 23″ E / 41.702765106°N,2.12295683181°E   | La Mola (Gallifa)                      | Modifica les dades a Wikidata |
|        | la Mola                        | Espanya         | Bonastre la Pobla de Montornès Creixell                       |                                  | 317                  |                  | 41° 12′ 42″ N, 1° 25′ 02″ E / 41.2116572604°N,1.41730041394°E  | La Mola (Bonastre)                     | Modifica les dades a Wikidata |
|        | la Morella                     | Espanya         | Begues                                                        | massís de Garraf                 | 594                  |                  | 41° 17′ 48″ N, 1° 54′ 56″ E / 41.2965325027°N,1.91548593125°E  | La Morella                             | Modifica les dades a Wikidata |
|        | la Muga                        | Espanya         | Lles de Cerdanya                                              | Pirineus                         | 2861                 | 143              | 42° 28′ 29″ N, 1° 40′ 39″ E / 42.4747635712°N,1.67761271375°E  | La Muga                                | Modifica les dades a Wikidata |
|        | la Picossa                     | Espanya         | Móra d'Ebre                                                   | serra de Cavalls                 | 499                  |                  | 41° 06′ 34″ N, 0° 34′ 35″ E / 41.1094058162°N,0.57641655962°E  | La Picossa (Móra d'Ebre)               | Modifica les dades a Wikidata |
|        | la Tosa                        | Espanya         | Alp Urús Das Bagà                                             | serra de Moixeró                 | 2536                 | 806              | 42° 19′ 14″ N, 1° 53′ 34″ E / 42.3205750504°N,1.89266087667°E  | Tosa d'Alp                             | Modifica les dades a Wikidata |
|        | la Tossa                       | Espanya         | Tivissa                                                       | serra de Tivissa                 | 718                  |                  | 41° 01′ 44″ N, 0° 44′ 11″ E / 41.0289467835°N,0.736267392572°E | La Tossa (Tivissa)                     | Modifica les dades a Wikidata |
|        | les Agudes                     | Espanya         | Fogars de Montclús Montseny Arbúcies                          | massís del Montseny              | 1705                 | 62               | 41° 47′ 22″ N, 2° 26′ 38″ E / 41.7893335256°N,2.44395480371°E  | Les Agudes (Massís del Montseny)       | Modifica les dades a Wikidata |
|        | lo Tormo                       | Espanya         | la Torre de l'Espanyol Garcia                                 | serra de Montsant                | 523                  |                  | 41° 10′ 45″ N, 0° 38′ 36″ E / 41.1790342228°N,0.643458682023°E | Lo Tormo                               | Modifica les dades a Wikidata |
|        | lo Tésol                       | Espanya         | Alt Àneu                                                      | Pirineus                         | 2700                 | 148              | 42° 36′ 30″ N, 1° 02′ 21″ E / 42.6083714427°N,1.03925511174°E  | Lo Tésol                               | Modifica les dades a Wikidata |